# 穆罕默德二世 (哥多華)
穆罕默德二世（阿拉伯语：محمد المهدي بالله，976年—1010年）是一位哥多華哈里發，1009年在位。他是阿卜杜拉赫曼三世的一個曾孫，1009年發動推翻希沙姆二世而登基。然而他在位不到一年，就被蘇萊曼·本·哈克木擊敗，被迫撤退至托萊多。1010年穆罕默德再度起兵對抗蘇萊曼，成功將他趕下王位，但自己也被僱傭兵所弒。希沙姆二世再度復位。